# Улица Академика Ласкорина
Улица Академика Ласкорина (ранее Проектируемый проезд № 3879) — улица в Южном административном округе города Москвы на территории района Москворечье-Сабурово.

## Происхождение названия
Улица получила своё имя в июне 2015 года, была названа в честь Бориса Ласкорина — крупного специалиста в области химии и технологии радиоактивных, цветных и благородных металлов, синтеза органических сорбентов, экстрагентов, ионообменных мембран, одного из участников становления атомной отрасли СССР. Открытие улицы было приурочено к столетию со дня его рождения, было организовано торжественное мероприятие.

## Описание
Улица небольшая, проходит между Каширским шоссе и улицей Москворечье параллельно улице Славского. У места пересечения с шоссе находится Дворец культуры «Москворечье».

## Транспорт
По улице не проходит маршрутов общественного транспорта. У южного окончания находятся остановки (примерно на равном удалении) «Улица Москворечье, 43» и «Больница № 85», на них останавливается автобус c891. У северного окончания — остановка «Дворец культуры «Москворечье», на ней останавливаются автобусы №№ м83, м86, с838, 770, 899. На северо-запад от улицы (вдоль по Каширскому шоссе) расположена станция метро «Каширская», а к юго-востоку (всё так же по шоссе) — платформа Москворечье Курского направления.